# Col·leccionistes (programa de televisió)
Col·leccionistes va ser un programa divulgatiu de Televisió de Catalunya dedicat al món del col·leccionisme. Cada programa estava dedicat a un tema i es presentaven uns quatre col·leccionistes d'objectes molt diversos. Es feia un seguiment de com aconsegueixen noves peces per a la seva col·lecció i la mostraven tot explicant-ne vivències i anècdotes.

## Capítols
1. Sobre rodes: cotxes antics, Michelin i el seu logotip, motos clàssiques, el Biscuter
2. Música: The Beatles, fonògrafs i gramòfons, veus d'òpera, instruments musicals
3. Natura: fòssils, insectes, fotografia naturalista, segells de bolets
4. Telecomunicacions': ràdios antigues, telèfons, televisors antics
5. Begudes: el món de la Coca-Cola, sifons, ampolles d'aigua mineral, taps corona
6. Paper: cromos, Tebeos, anuncis de premsa
7. Cinema: objectes de Hollywood, cartells i programes de mà, projectors de Cine Nic, tecnologia del cinema.
8. Guerra Civil: material bèl·lic, uniformes, documents, bitllets de poble
9. El món del nen: joguines, soldadets de plàstic, nines antigues, cotxes teledirigits
10. Alcohol: etiquetes de vi, plaques de cava, cervesa, Calisay
11. Esport: insígnies esportives, història de l'esport, maratons, el Barça i l'Espanyol
12. Vida quotidiana: el colmado/la botiga, la farmàcia, la barberia, publicitat d'aliments
13. Jocs d'atzar: màquines escurabutxaques, casinos, loteria, naips